# Музички фестивал
Muzički festival je organizovani muzički događaj u trajanju od nekoliko dana na kome nastupaju različiti muzički izvođači. Održava se svake godine ili periodično, na jednoj ili više lokacija, na otvorenom ili zatvorenom prostoru u periodu od nekoliko dana ili nedelja. Program muzičkog festivala objedinjuje jedinstvena tema na osnovu koje su organizovani svi muzički sadržaji. U osnovi festivala su koncertni programi koji mogu da budu revijalni i/ili takmičarski, a takmičenje može da se organizuje za izvođače, kompozitore, autore, producente i sl. Muzičke festivale uglavnom organizuju pojedinci, organizacije koje deluju u oblastima muzičke industrije ili institucija muzičkog obrazovanja. Reč festival vodi poreklo iz latinskih reči festus, festum, festivitas koje su se odnosile na društvene proslave, rituale, svečanosti i praznike.
Muzički festival donosi prekid svakodnevnih rutina u zajednici u kojoj se održava, dok istovremeno ostvaruje značajan ekonomski uticaj na tu sredinu. Održavanje festivala na specifičnim lokacijama, često na otvorenom, omogućava organizaciju raznovrsnih sadržaja koji, pored muzičkih nastupa, uključuju zabavne, gastronomske i edukativne aspekte. Ova raznovrsnost doprinosi okupljanju velikog broja posetilaca, stvarajući osećaj pripadnosti i zajedništva, kao i deljenje zajedničkog prostora. Dodatno, kako ukazuje Mekej, „festivali podstiču osećaj kolektivne liminalnosti, omogućavajući suspenziju svakodnevnog društvenog poretka i transformaciju postojećih normi u stanje svečanosti.“  Ova dinamika se dodatno osnažuje činjenicom da se festivali redovno održavaju unutar unapred definisanih vremenskih okvira, na istim lokacijama i uz prepoznatljive hijerarhije, simboliku i raspored događaja, čime poprimaju karakteristike rituala. Ovakva struktura ne samo da obogaćuje kulturnu ponudu, već i osnažuje socijalne veze unutar zajednice, podstičući osećaj zajedništva i kolektivnog identiteta.

## Istorijat
Kroz istoriju, muzički festival je postao dominantna institucija za izvođenje muzike gotovo svih muzičkih žanrova, služeći kao središnja tačka okupljanja publike. Muzički festivali imaju ključnu ulogu u mitologiji popularne muzike, jer, kako ističe Roj, „oni održavaju tradiciju živom, ali i održavaju i proširuju osnovnu bazu publike, čime potvrđuju i validiraju određene formame tradicije i omogućavaju izvođačima i publici da dele zajednički identitet.“ Kao primer, možemo navesti nekoliko festivala koji su nastali krajem šezdesetih i početkom sedamdesetih godina 20. veka. Ovi festivali, poput onih u Montereju (1967) i Vudstoku (1969), značajno su doprineli oblikovanju ideje o mladalački orijentisanoj alternativnoj rok kulturi, istovremeno potvrđujući njen komercijalni potencijal. Ova dinamika ukazuje na to kako festivali ne samo da obogaćuju kulturni pejzaž, već i aktivno oblikuju identitete i vrednosti unutar muzičke zajednice.
Preteča današnjih muzičkih festivala može se pronaći u godišnjim dnevnim crkvenim proslavama koje su se održavale u Londonu tokom 17. veka. Vremenom, ove proslave su evoluirale u višednevne događaje na kojima se izvodila i svetovna horska muzika, najčešće značajnih engleskih kompozitora poput Hendla (Georg Friedrich Händel) i Persla (Henry Purcell). Ove manifestacije su postale nezavisne od crkve i stekle su veliku popularnost među buržoazijom, koja ih je integrisala u svoju kulturnu sferu i tržište. Ana-Marija Altiser navodi da se prvim festivalom može smatrati Three Choirs Festival, koji je pokrenuo Tomas Bis (Thomas Bisse) 1724. godine u Engleskoj. Ovaj koncept organizacije višednevnih manifestacija postepeno se proširio i na Nemačku, Francusku i druge evropske države tokom 18. veka. Međutim, kako Jelena Arnautović naglašava, „tokom 18. veka termin festival u Evropi počinje da se koristi pretežno za muzičke događaje različitog karaktera i forme. Tako su u Nemačkoj, Švajcarskoj, Engleskoj i Francuskoj festivalima nazivani koncerti, pevačka takmičenja ili „sajmovi“, kao i različite društvene ceremonije u kojima je muzika imala ključnu ulogu.“
Kao prve muzičke festivale koji su uspostavili svoj rad kao višednevne manifestacije objedinjene određenom temom, Altiser izdvaja Chorégies d'Orange u Francuskoj (1869), Bajrojtski festival u Nemačkoj (1876), posvećen muzici Vagnera, Operski festival u Minhenu (1901), Verona Music Festival u Italiji (1913) i Salcburški festival u Austriji (1920), koji je posvećen Mocartu. Kasnije, u periodu između dva svetska rata, pokrenut je značajan broj muzičkih festivala širom Evrope. Među najznačajnijima su: Muzički festival u Varni (1926), Festival savremene muzike u Veneciji (1930), Flandrijski festival (1932), Maggio Musicale Fiorentino (1933), Strazburški festival (1936) i Festival u Lucernu (1938). 
Period velike obnove koji je zahvatio Evropu nakon Drugog svetskog rata doveo je do daljnje ekspanzije muzičkih festivala, posvećenih kako klasičnoj, tako i popularnoj muzici. Pokrenuti su brojni festivali klasične muzike, među kojima se ističu Letnji kursevi savremene muzike u Darmštatu (1946) i Varšavska jesen (1956), kao dva najprominentnija festivala klasične muzike osnovana u ovom periodu. Takođe, širom Evrope, osnivana su udruženja festivala izvođačkih umetnosti. Kao najznačajnije, izdvaja se Udruženje evropskih muzičkih festivala, osnovano u Ženevi 1952. godine, koje danas funkcioniše pod imenom Evropsko udruženje festivala.
Jedna od prekretnica u muzičkom svetu jeste osnivanje Sanremo festivala 1951. godine, koji se smatra najznačajnijom godišnjom smotrom popularne muzike u Italiji. U literaturi, Sanremo se često posmatra kao kolevka savremenih muzičkih festivala u Evropi. Njegov format i struktura inspirisali su osnivanje mnogih drugih festivala širom Evrope, a najznačajniji muzički festival koji je 1956. godine nastao po uzoru na Sanremo jeste Takmičenje za pesmu Evrovizije. Kada govorimo o Evroviziji, ne govorimo samo o takmičenju za najbolju pesmu Evrope, već i o složenom medijskom fenomenu koji, nakon ujedinjenja Evrope i razvoja integrisanih medija, postaje multimedijski spektakl i arena za artikulisanje političkih značenja, kao i redefinisanje granica Evrope. Ovaj festival ne samo da promoviše muziku, već i služi kao platforma za kulturnu razmenu i dijalog među zemljama učesnicama, dodatno osnažujući zajednički evropski identitet. Kao takvi, Sanremo i Evrovizija su postali ključni TV formati koji oblikuju kulturni pejzaž i utiču na percepciju muzike u savremenom društvu, na osnovu kojih su pokrenuti brojni festivali sličnog tipa u skoro svim državama Evrope, ali i širom sveta. 
Drugi faktor koji je doveo do procvata muzičkih festivala jeste ekspanzija i komercijalizacija festivala popularne muzike koja se odvija krajem šezdesetih i početkom sedamdesetih godina. Njih je je karakterisala masovna posećenost i održavanje na otvorenom prostoru. Neki od njih su: Isle of Wight Festival (1968), Woodstock (1969), Glastonbury Festival, (1970), Roskilde Festival (1976)… Pomenuti festivali nisu samo obeležili muzičku istoriju, već su i postali simboli društvenih i kulturnih promena tog doba. Festival Isle of Wight i Woodstock su, na primer, privukli stotine hiljada posetilaca, stvarajući jedinstvenu atmosferu zajedništva i slobode. Ovi događaji su postavili temelje za buduće festivale, istovremeno podižući svest o važnim društvenim pitanjima, poput mirnog suživota i protivljenja ratu.

## Muzički festival kao mesto interkulturalnog dijaloga
Jelena Arnautović muzički festival posmatra kao "mesto interkulturalnih dijaloga koji se realizuju posredstvom zajedničkog emocionalnog i fiziološkog iskustva (doživljaja) muzike. Shodno tome, muzički festival se posmatra kao mesto na kojem postoje, više ili manje izraženi, preduslovi za pokretanje interkulturalnih dijaloga između ljudi koji reprezentuju različite kulture. Umetnički događaji koji čine program festivala (koncerti i prateći programi) takođe funkcionišu kao reprezentanti kultura, a stoga i kao agensti interkulturalnih dijaloga." Kao paradigmatičan primer muzičkog festivala popularne muzike koji funkcioniše kao mesto interkulturalnih dijaloga, Arnautović navodi upravo festival rok muzike Vudstok koji su organizatori definisali "kao prekretnicu u razvoju popularne i festivalške kulture, jer je pokazao da muzika može imati moć da sve ljude okupljene na jednom mestu učini srećnim."

## Muzički festivali u Srbiji
Kada je reč o festivalima klasične ili tradicionalne muzike u Srbiji, oni se, zbog prirode žanra, češće održavaju unutra, tokom nekoliko dana. Na našem području, najčešće je reč o festivalima sa dugim muzičkim tradicijama. Sa druge strane, kada je reč o festivalima popularne muzike, srpska muzička scena zauzima jednu od vodećih na Balkanu sa obiljem festivala tematski posvećenih različitim žanrovima popularne muzike. 
Festivali klasične muzike:
- BEMUS
- NOMUS
- ARLEM
- Mokranječevi dani
- Kustendorf klasik
- SOMUS
- NIMUS
- Guitar Art Festival
- Vojvodina Guitar Festival
- Ravanelijus
- Međunarodni festival harfe
- Međunarodna tribina kompozitora

Festivali tradicionalne muzike:
- Tamburica fest
- Fesitval uličnih svirača
- Dragačevski sabor trubača u Guči
- Kragujevački festival uličnih svirača
- Sabor gajdaša balkanskih zemalja
- Festival Bunjevačka pesma
- Zvuci frule
- Zlatna tamburica

Festivali elektronske muzike:
- EXIT
- LOVE FEST
- Mountain Festival
- Vibe festival

Festivali pop i rok muzike:
- Arsenal fest
- Zaječarska gitarijada
- Beer fest
- Blokstok festival
- Šabački letnji festival
- Beovizija / Takmičenje za pesmu Evrovizije
- Srbija u ritmu Evrope
- Beogradska gitarijada
- Belgrade music week

Festivali džez muzike:
- Beogradski džez festival
- Nišvil